# Netelia zhejiangensis
Netelia zhejiangensis är en stekelart som beskrevs av He och Chen 1996. Netelia zhejiangensis ingår i släktet Netelia och familjen brokparasitsteklar. Inga underarter finns listade i Catalogue of Life.